# Ancienne église Saint-Nicaise de Reims
Pour les articles homonymes, voir Église Saint-Nicaise.
Ne doit pas être confondu avec Église Saint-Nicaise de Reims.
L’ancienne église Saint-Nicaise était une église située dans la partie méridionale de la vieille ville de Reims (actuel département de la Marne) en France. Elle constituait l'abbatiale de l'abbaye bénédictine éponyme détruite en 1793.

## Histoire
L’abbaye Saint-Nicaise avait été fondée pour accueillir les pèlerins qui venaient vénérer les reliques de l’évêque martyr de Reims, saint Nicaise (Ve siècle). L'église abbatiale faisait suite à une église Saint-Agricole-et-Saint-Vital, créée au IVe siècle. Saint Nicaise y avait été inhumé : c'était le lieu de sépulture traditionnel des évêques à l’époque gallo-romaine. Elle est remplacée en 1060 par un établissement bénédictin pour accueillir les pèlerins. Bien que plusieurs fois réparée, l'église était fort délabrée au XIIe siècle.

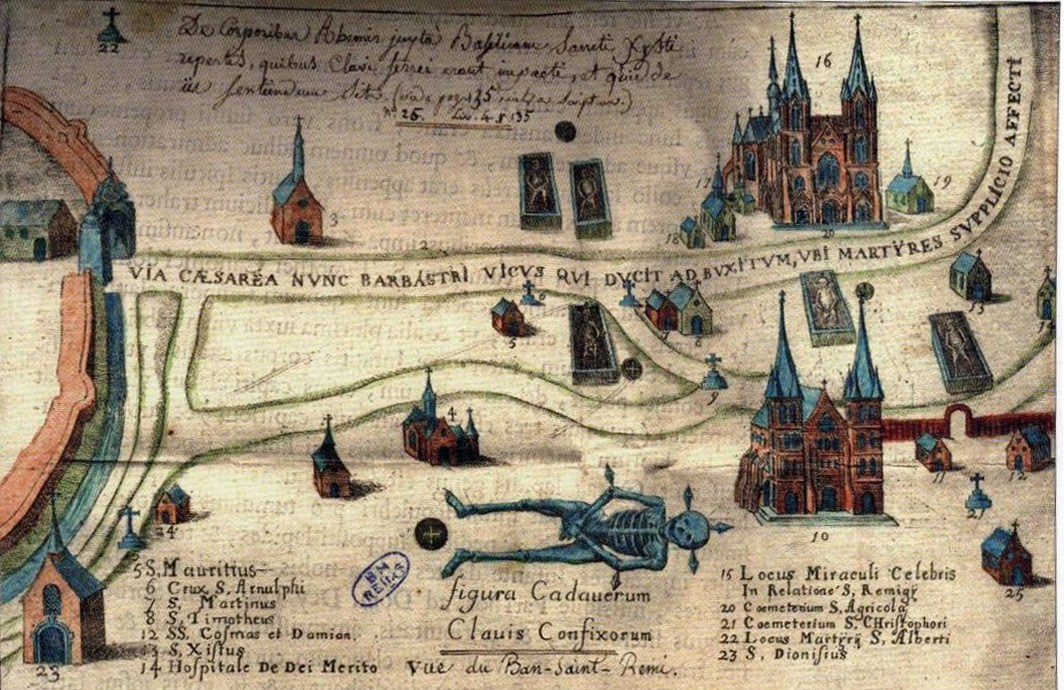
Emplacement relatif des églises Saint-Remi (10) et Saint-Nicaise (16).

On entreprend alors la construction d'une splendide église abbatiale, considérée comme l'un des chefs-d'œuvre de l'architecture gothique à son apogée, qui fut commencée en 1229 ou 1231 par Hugues Libergier et terminée en 1263 par Robert de Coucy, même si ses embellissements successifs vont se poursuivre jusqu'au XVIIe siècle. On l'a appelée la "Sainte Chapelle de Reims". Elle passa longtemps à son époque pour une des plus belles églises de France.
Le rayonnement des religieux s’étend sur un ban seigneurial tant urbain que rural : l’abbaye était alors très riche. Son territoire formait une excroissance hors des remparts de la ville appelée Pointe Saint Nicaise,.
Gérée selon le régime de la commende dès 1531, l’abbaye décline ; en 1789, la communauté n’excède pas 11 religieux. La bibliothèque de 15 000 livres avait été versée en 1791 au fond de la bibliothèque municipale. L'abbaye est vendue comme bien national en 1793, la basilique Saint-Rémi dans le même secteur lui ayant été préférée ; elle sert de carrière de pierres jusqu'à démolition complète, au XIXe siècle.

### Droit de patronage et dîmes
Le chapitre de l'abbaye avait le droit de patronage (présentation à la cure), c'est-à-dire de présentation à l’évêque et de nomination d'un desservant aux églises ou cures (paroisses) où il percevait les grosses dîmes : saint Hélain de Bisseuil, saint Hilaire de Bussy-le-Château, saint Laurent de Dontrien, saint Hilaire de Saint-Hilaire-le-Grand, saint Hilaire de Saint-Hilaire-le-Petit, Sermiers.

### Vestiges
L'actuelle place Saint-Nicaise qui commémore depuis le XIXe siècle l'emplacement de l'ancienne église avait été nommée en 1794 place Lucrèce. Au Nord de cette place se trouve aujourd'hui la Maison de Champagne Taittinger, dans les sous-sols desquels on peut encore voir les caves de l'abbaye et quelques vestiges monumentaux. Les anciennes terres de l'abbaye s'étendaient vers l'est, en suivant la rue Saint-Nicaise, et vers le sud, où l'on rencontre les jardins de la butte Saint-Nicaise, le long du Boulevard Diancourt.

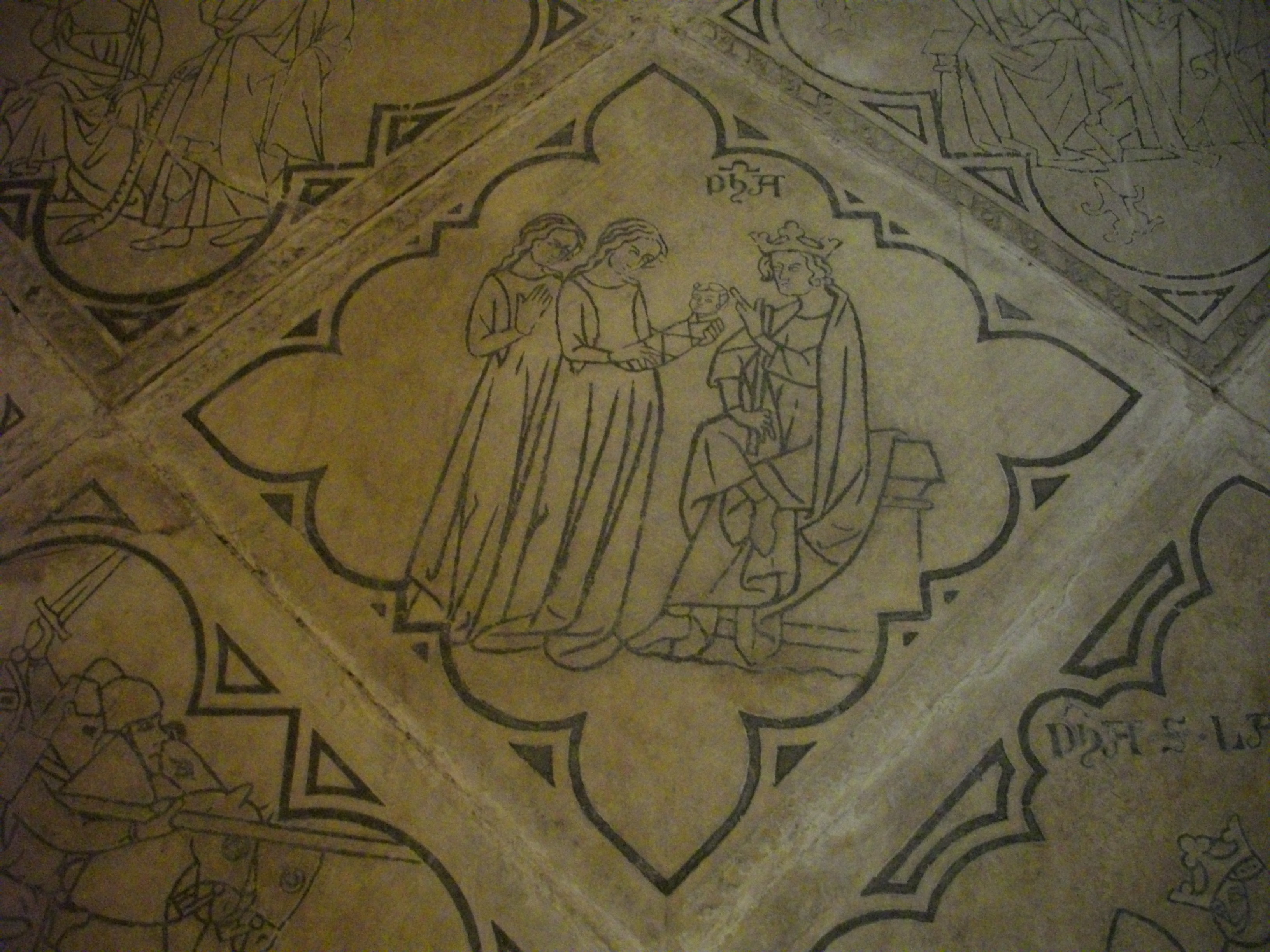
Dallage de la chapelle Saint-Éloi de l'église Saint-Nicaise, conservé en la basilique Saint Remi. Le jugement de Salomon.

On rencontre ici ou là des remplois probables de pierres de Saint-Nicaise dans des maisons du quartier de l’ancien « Bourg-Saint-Remi ».
Plusieurs vestiges mobiliers subsistent dans la Cathédrale ou à Saint-Remi (basilique et musée).
On y trouve aussi des dalles issues de la chapelle Saint-Éloi ou du chœur de l'abbatiale, ce que commente Viollet-le-Duc : « Ce dallage date des premières années du XIVe siècle et représente des scènes de l’Ancien Testament, inscrites dans des compartiments carrés. (...) Là les traits gravés sont remplis de plomb sans autre coloration. Il n’est pas besoin de dire que ces sortes de dallages coûtaient fort cher, et qu’on ne pouvait les placer que dans des églises riches, dans les sanctuaires et quelques chapelles privilégiées. ».

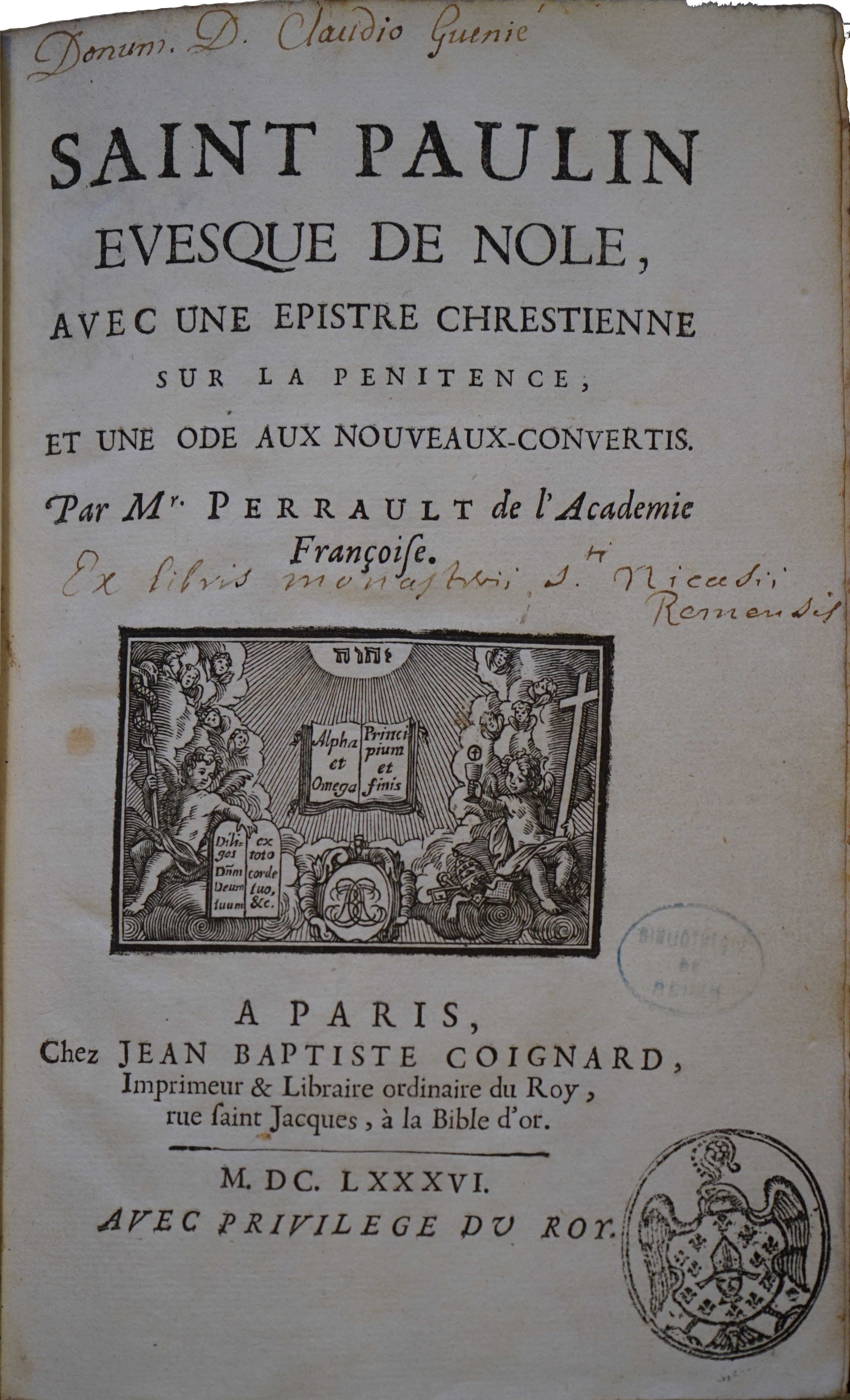
Livre provenant de la bibliothèque actuellement à la bibliothèque Carnegie (Reims), tampon et note manuscrite de st-Nicaise.

La bibliothèque saisie lors de la Révolution se trouve en grande partie à la bibliothèque municipale.
Le nom de Saint-Nicaise a été donné depuis à une autre église, construite en 1923 dans le quartier Chemin Vert de Reims.

## Architecture

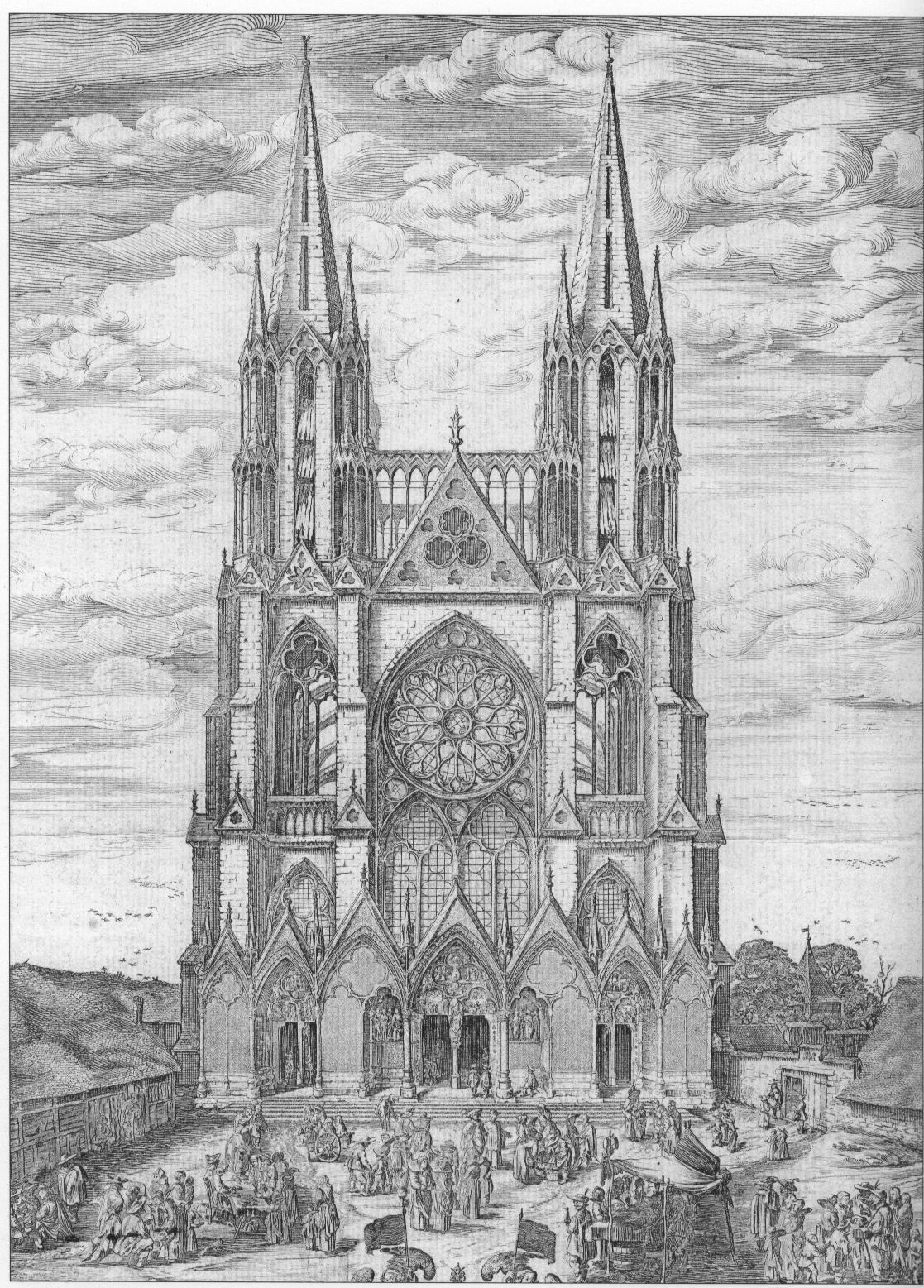
Façade de Saint-Nicaise sur une gravure de Nicolas de Son, 1625

Comme sources, il faut noter Viollet-le-Duc qui l'a particulièrement étudiée, ainsi que Charles Givelet,.
L'église avait 100 m de longueur, 40 m de largeur, 30 m de hauteur sous voûte, ce qui faisait d'elle le troisième édifice religieux de Reims par ses dimensions. En revanche, selon Viollet-le-Duc, sa flèche ne faisait que la moitié de la hauteur des tours de sa façade.
La façade nous est préservée par une gravure de Nicolas de Son de 1625. Cette gravure nous révèle une belle église gothique de couronnées d'ogives, dont la façade est ornée de deux tours jumelles autour d'un pignon triangulaire percé de trois oculi au-dessus d'une grande rosace, elle-même dominant deux fenêtres en ogive. Viollet-le-Duc compare ces deux tours-clochers à celles de la cathédrale, et admire leur solidité

### La rose de la façade

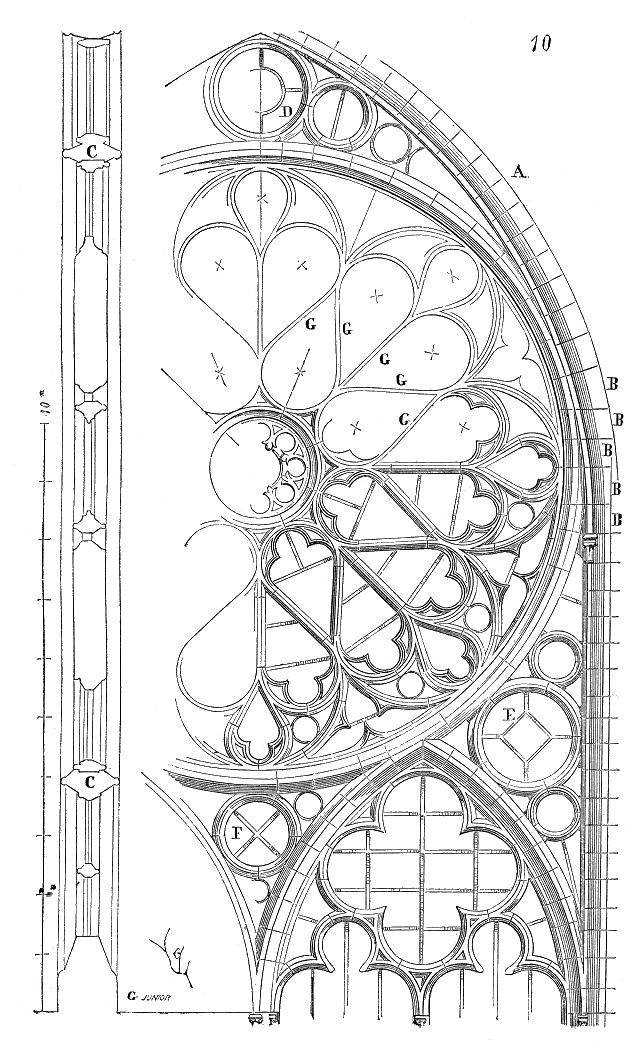
Rosace de Saint-Nicaise d'après Viollet-le-Duc.

Viollet-le-Duc en décrit le style champenois: « Le système de la rose champenoise, composée d’un cercle puissant, clavé, embrevant les compartiments intérieurs formés de pierre en délit, avait cet avantage de présenter une certaine élasticité et de permettre d’éviter les charges partielles sur ces compartiments. Mais aussi ces architectes champenois de la fin du XIIIe siècle étaient des constructeurs très-expérimentés et très-habiles ; et si, malheureusement, l’église de Saint-Nicaise de Reims n’est plus là pour le démontrer, nous possédons encore celle de Saint-Urbain de Troyes, qui est certainement la plus merveilleuse application du système de structure gothique. ». Elle était la troisième version, les deux autres ayant été jetées bas par des tempêtes le 8 décembre 1541 puis le 11 décembre 1711.

### Le porche

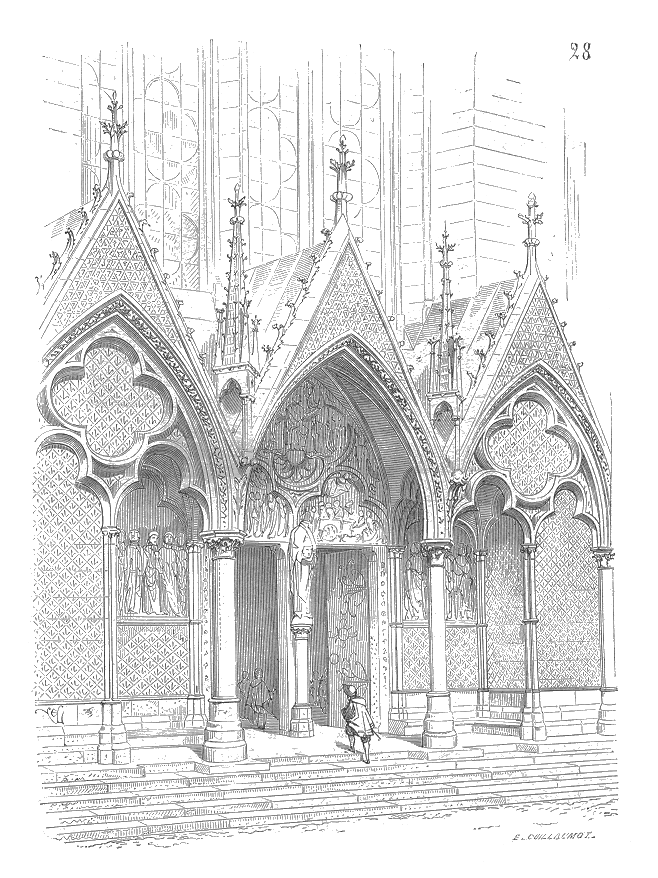
Le porche d'après Viollet-le-Duc.

C'est encore Viollet-le-Duc qui parle abondamment du porche : 
« Sur la façade de cette église s’ouvraient trois portes : l’une centrale, dans l’axe de la grande nef, les deux autres dans l’axe de chacun des bas-côtés. (...) La porte centrale était précédée d’un porche peu profond, élevé entre les deux contre-forts butant les archivoltes de la nef, et recevant le poids des angles des deux clochers. (...)  »
Il nous dit qu'il faut compter 40 pieds d'un contrefort à l'autre, chaque arcade faisant 16 pieds, les deux arcades latérales étant coupées en deux fois huit pieds.
« Sans contrarier la structure principale de l’architecture, ces arcades surmontées de gâbles forment une sorte de soubassement décoratif occupant toute la largeur de l’église et percé de baies au droit des portes. C’était comme un large échafaudage tout garni de tapisseries ; car on remarquera que les nus de ce soubassement sont ornés de fins reliefs fleurdelisés qui leur donnent l’aspect d’une tenture. Derrière cette architecture légère, et qui semble élevée pour une fête, se voyaient les portes richement décorées de bas-reliefs. Celle centrale (...) portait sur son trumeau la statue de saint Nicaise ; dans son tympan, le Christ assis sur le monde au jour du jugement, avec la Vierge et saint Jean à ses côtés et des anges adorateurs ; au-dessous, d’un côté, les élus ; de l’autre, les damnés, dont quelques-uns sont emmenés en enfer dans un chariot. Dans les écoinçons, deux anges sonnent de la trompette. Les douze apôtres étaient placés, non comme des statues dans des niches, mais comme des groupes de personnages dans les deux enfoncements pratiqués des deux côtés des pieds-droits de la porte.(...) Les deux porches donnant dans l’axe des collatéraux ne se composaient chacun que d’une seule arcade percée entre les deux gros contre-forts des clochers. Cette arcade, surmontée d’un gâble, comme celles du porche central, avait 12 pieds d’ouverture (2 toises). »

### En images

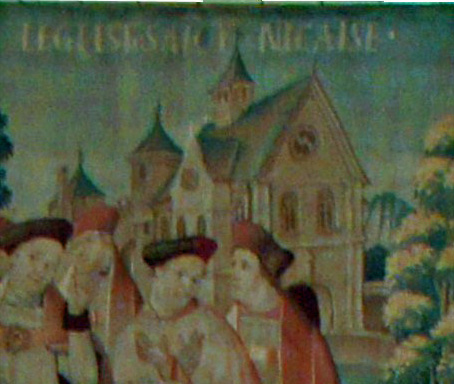
L'église Saint-Nicaise sur les tapisseries commandées par Robert de Lenoncourt (XVIe siècle) pour orner la Basilique Saint-Remi. On n'y reconnaît pas les tours gothiques de l'église.
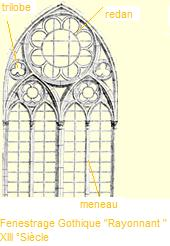
Fenestrage de Saint-Nicaise d'après Viollet-le-Duc.
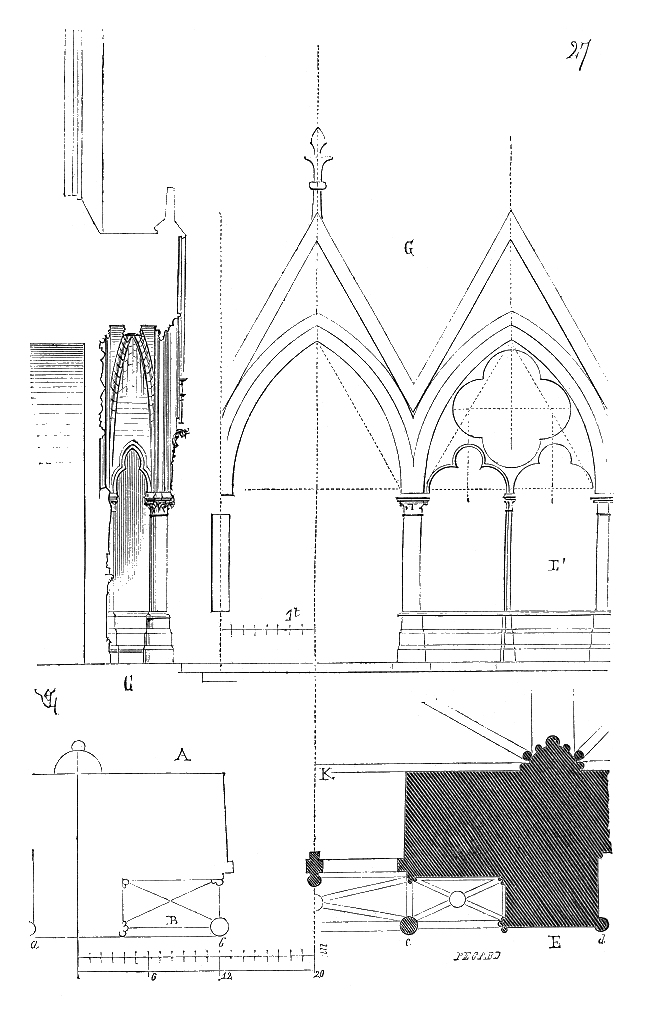
Plans du porche par Viollet-le-Duc.
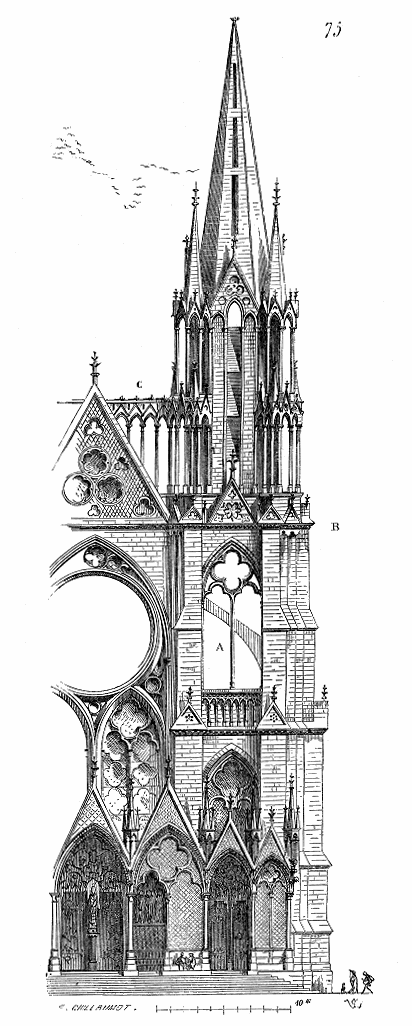
L'un des clochers de la façade, par Viollet-le-Duc.
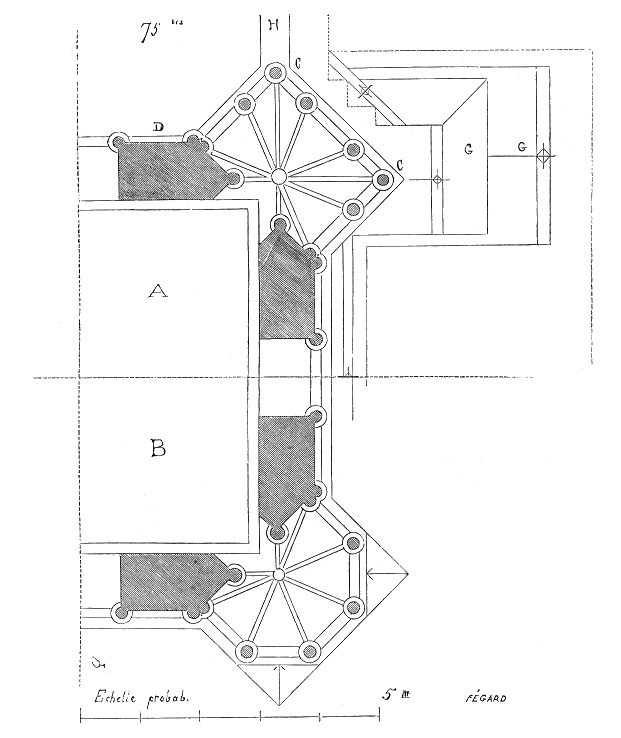
Plan de l'un des clochers de la façade, par Viollet-le-Duc.
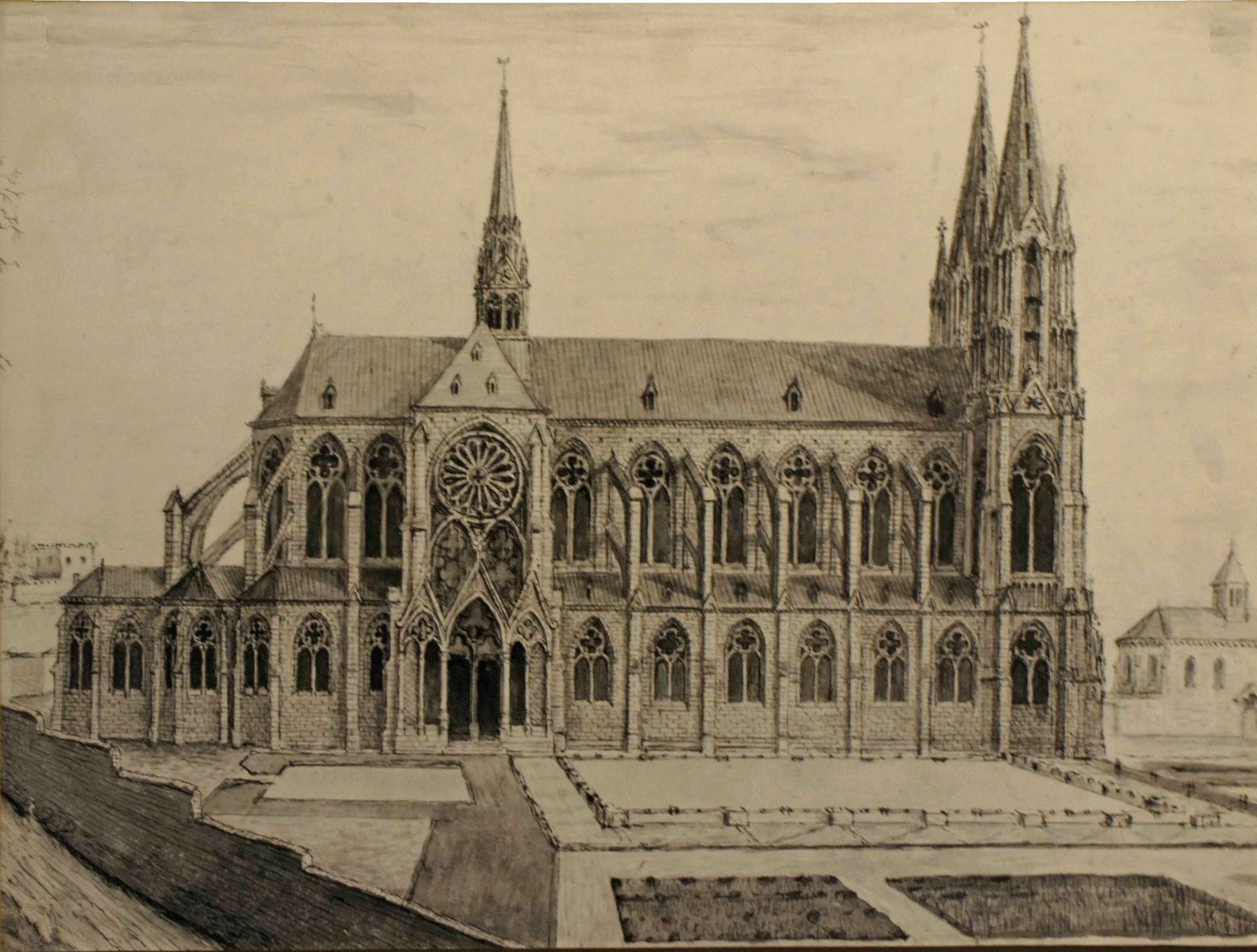
Profil de Saint-Nicaise.
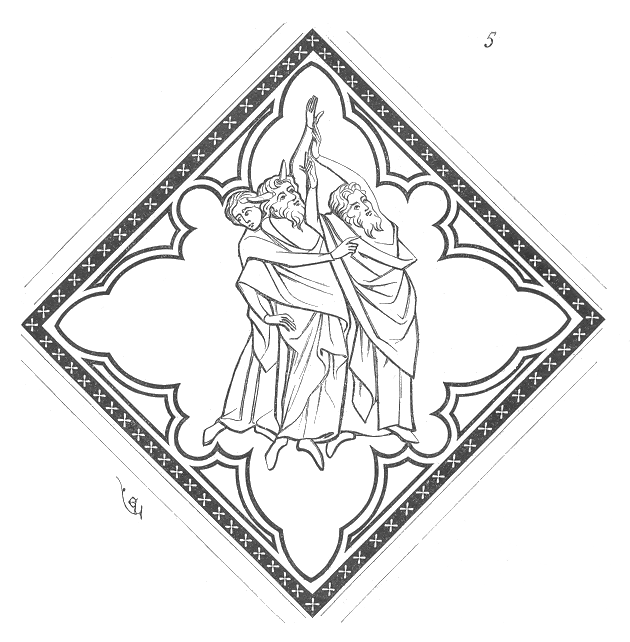
Moïse, Aaron et Hur, pendant la bataille livrée par Israël contre Amalek, sur une dalle du chœur représentée par Viollet-le-Duc[11].

### Inscriptions

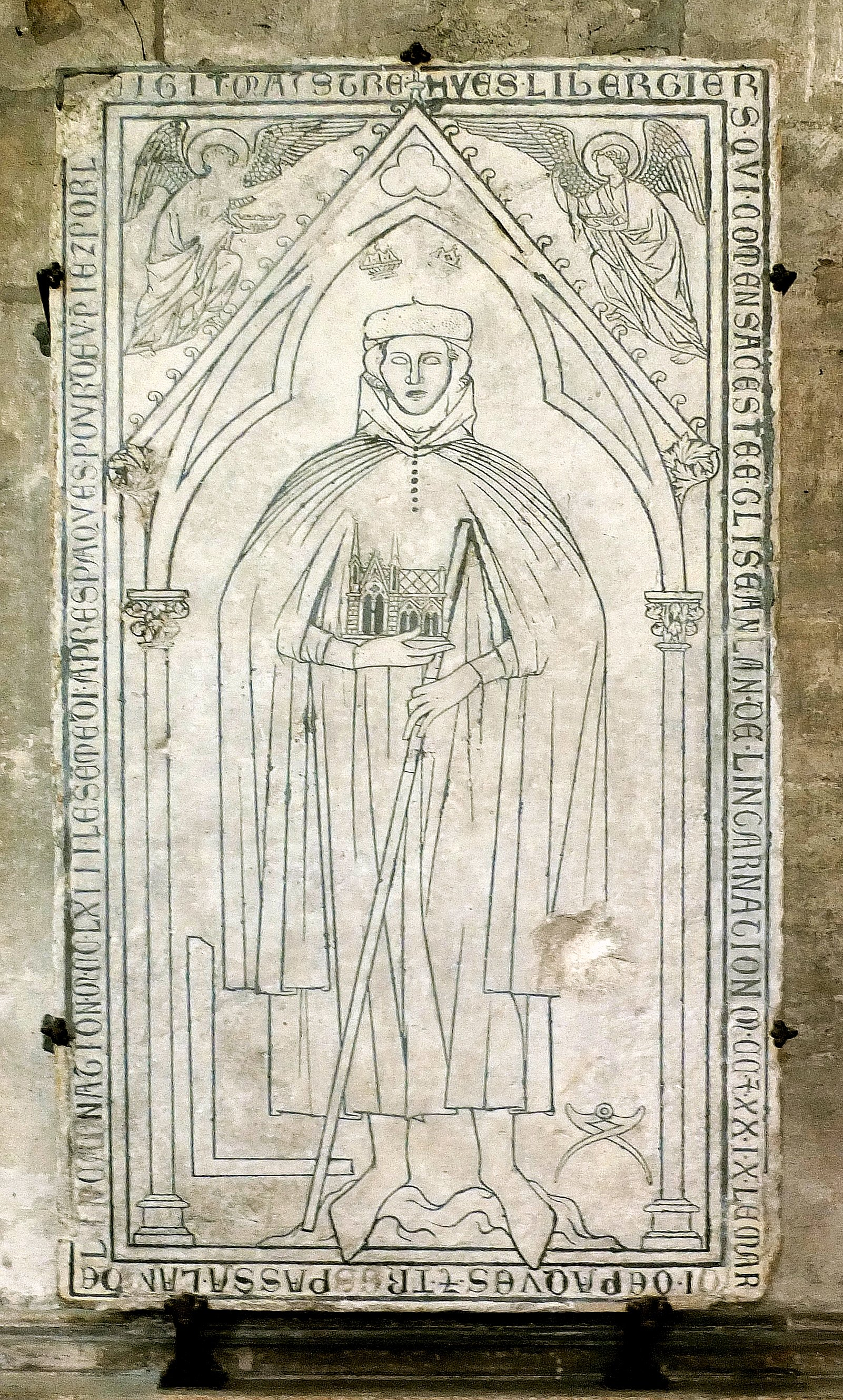
Pierre tombale de Hugues Libergier, autrefois dans l'église Saint-Nicaise, désormais à la cathédrale de Reims

À droite en entrant se trouvait la tombe de pierre blanche d'Hugues Libergier, qui porte l'inscription suivante : CI-GIT MAITRE HUGUES (HUES) LIBERGIER QUI COMMENÇA CETTE EGLISE L AN DE L INCARNATION 1229 LE MARDI DE PAQUES ET TREPASSA L AN DE L INCARNATION 1263 LE SAMEDI APRES PAQUES POUR DIEU PRIEZ POUR LUI avec la gravure de son effigie tenant à dextre une règle et en senestre une moitié d'église. À ses pieds, l'équerre et le compas. Cette dalle est actuellement conservée dans la Cathédrale Notre-Dame, scellée dans le mur nord de la nef.
Dans le cloitre une dalle de pierre blanche CI GIT ROBERT DE COUCY MAITRE DE NOTRE-DAME ET DE SAINT-NICAISE QUI TREPASSA L AN 1311. 
Entre le second et le troisième pilier à droite se trouvait, posé sur quatre colonnes de marbre, le cénotaphe de Nicaise et Eutrope : CI EST LE LIEU ET LA PLACE OU QUE MONSIEUR SAINT NICAISE JADIS ARCHEVEQUE DE RHEIMS ET MADAME SAINTE EUTROPE SA SOUER FURENT INHUMES APRES QUE FURENT MARTYRS POUR LA LOI CHRETIENNE. 
Contre le mur se trouvait le tombeau de Flavius Jovin.

### Abbés
Quelques abbés dont les gisants existaient dans l'abbatiale.

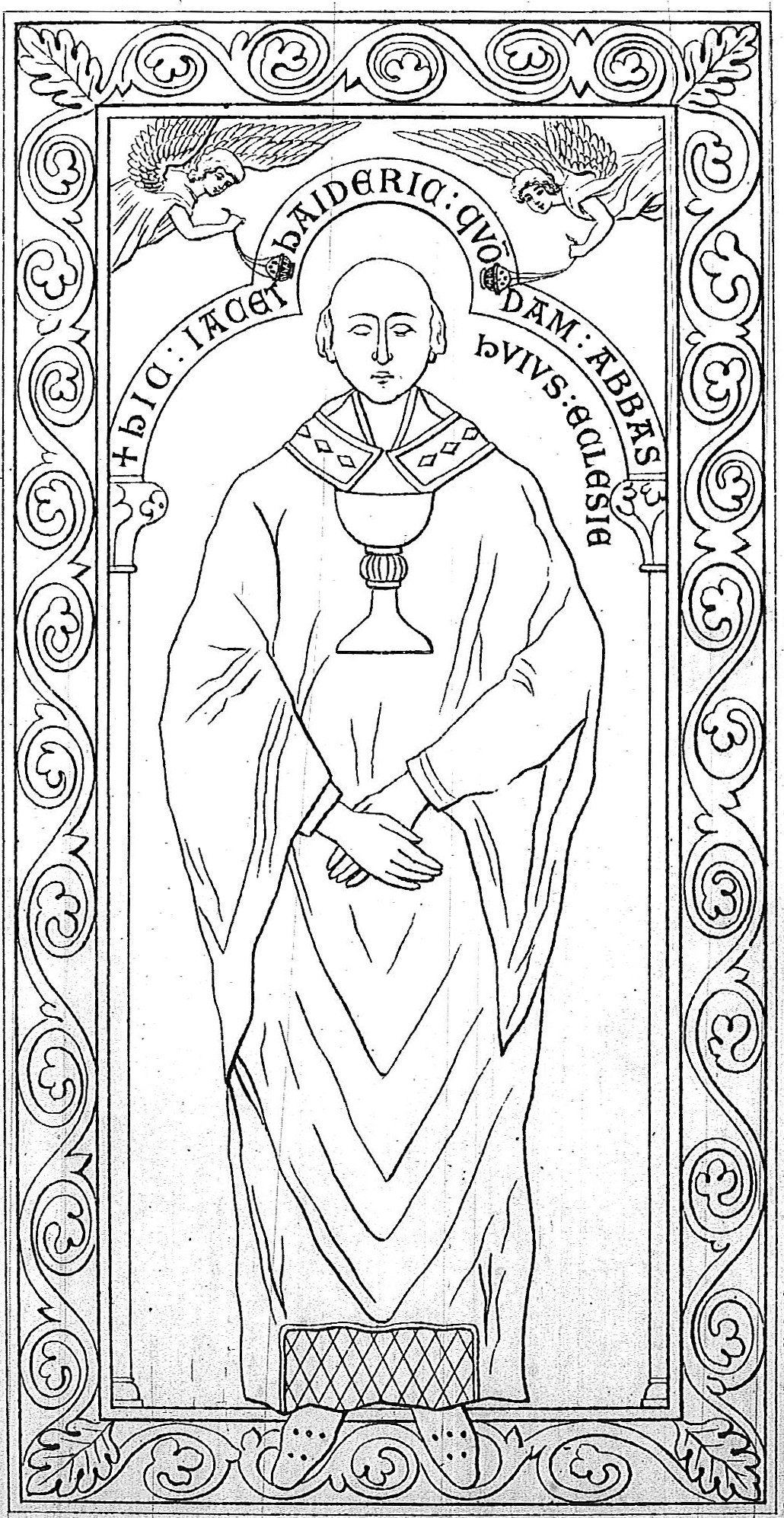
Haideric, mort en 1206,
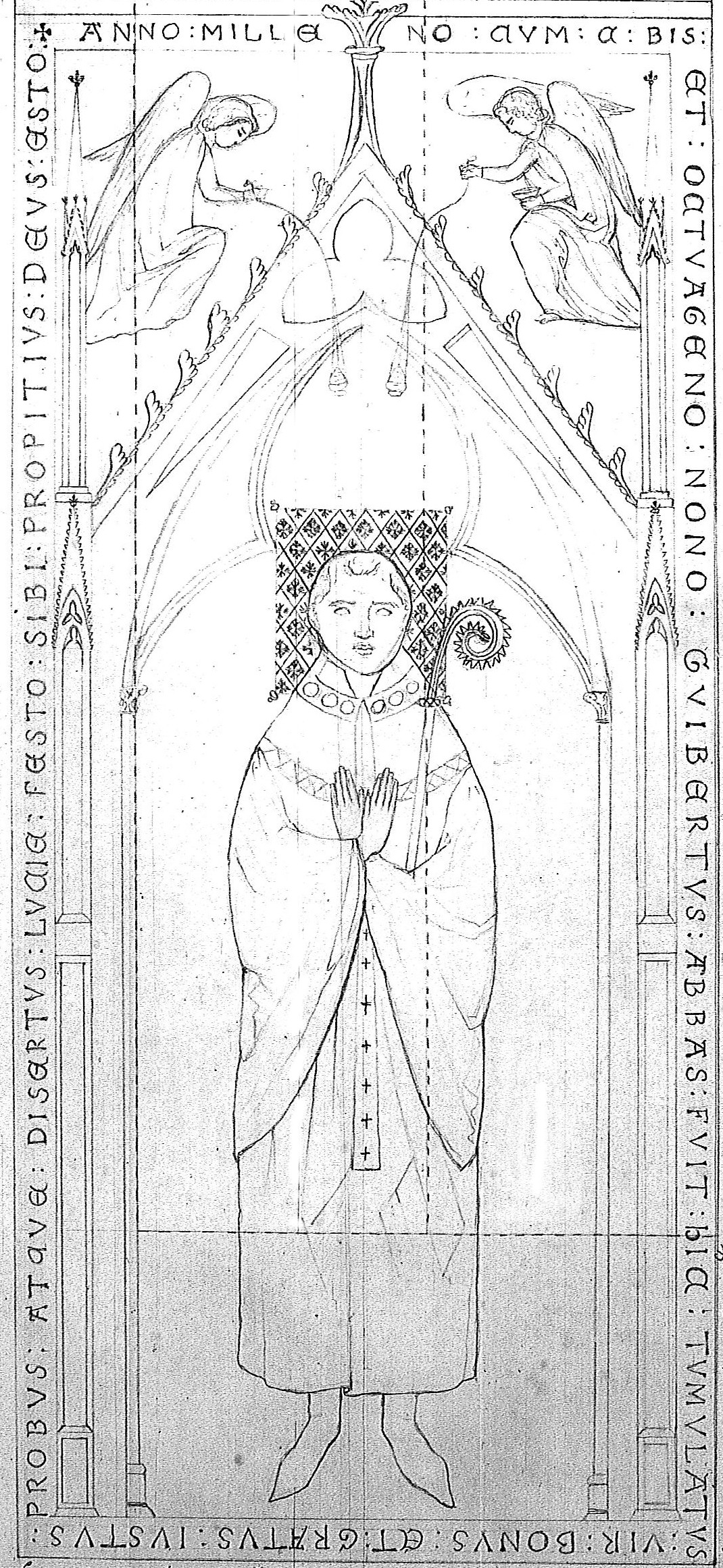
Guibert, mort en 1289,
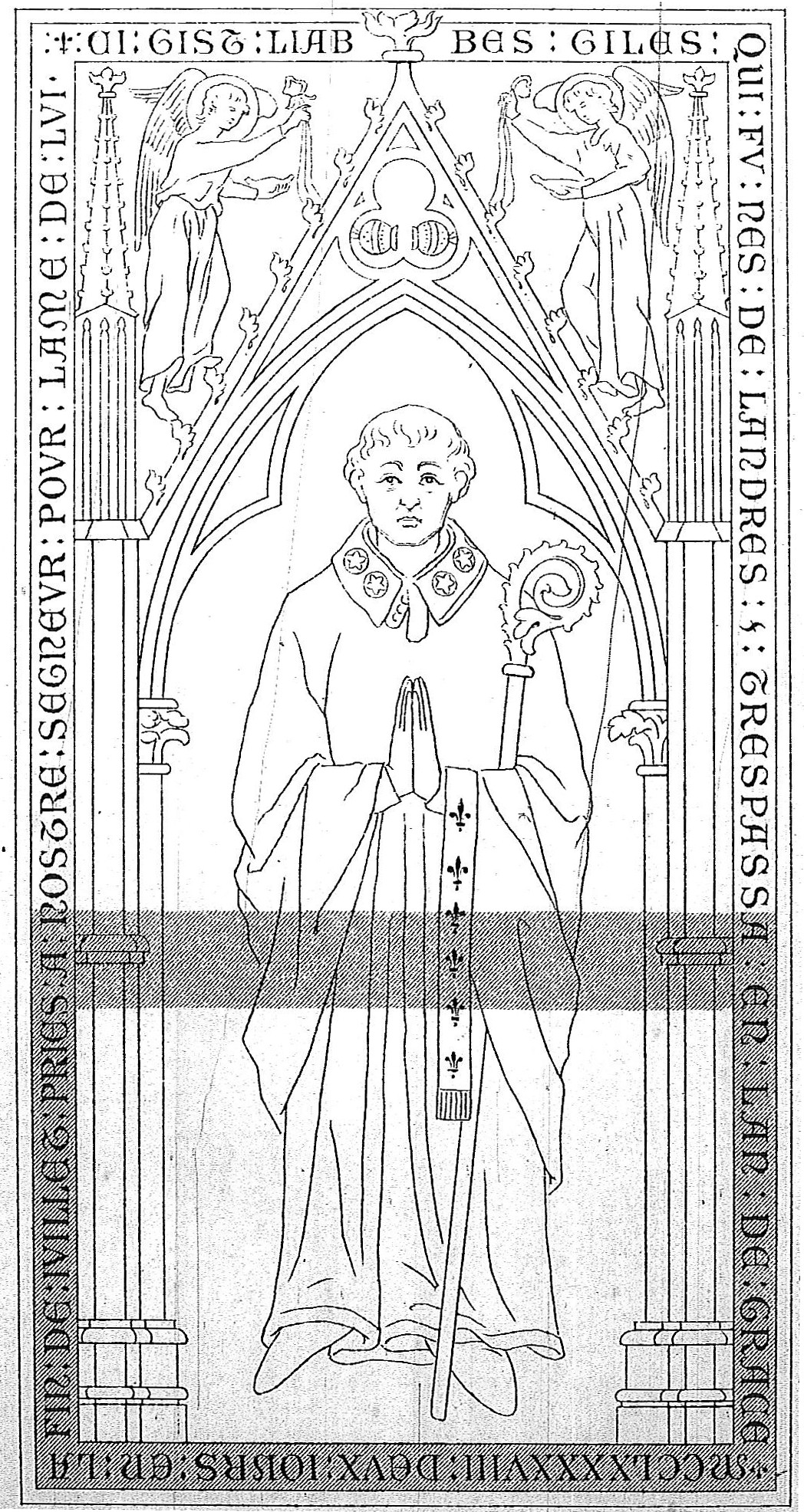
Gilles de Landres, mort en 1298.

### Lechœur
Des travaux commencèrent en 1700 sous la conduite de dom Mathieu Hubert pour remplacer le jubé et le mur qui entourait le chœur liturgique. Il fit bâtir des grilles en fer forgé par le serrurier Masson de Reims, un autel de marbre, œuvre de Dropsi, qui fut placé à la croisée des transepts. Les chaires ayant été déplacées sur l'arrondi du chœur et réalisées par Gaudri de Reims. Ce nouvel ouvrage fut consacré le 24 mars 1762 par Henri Hachette des Portes, évêque de Sidon.

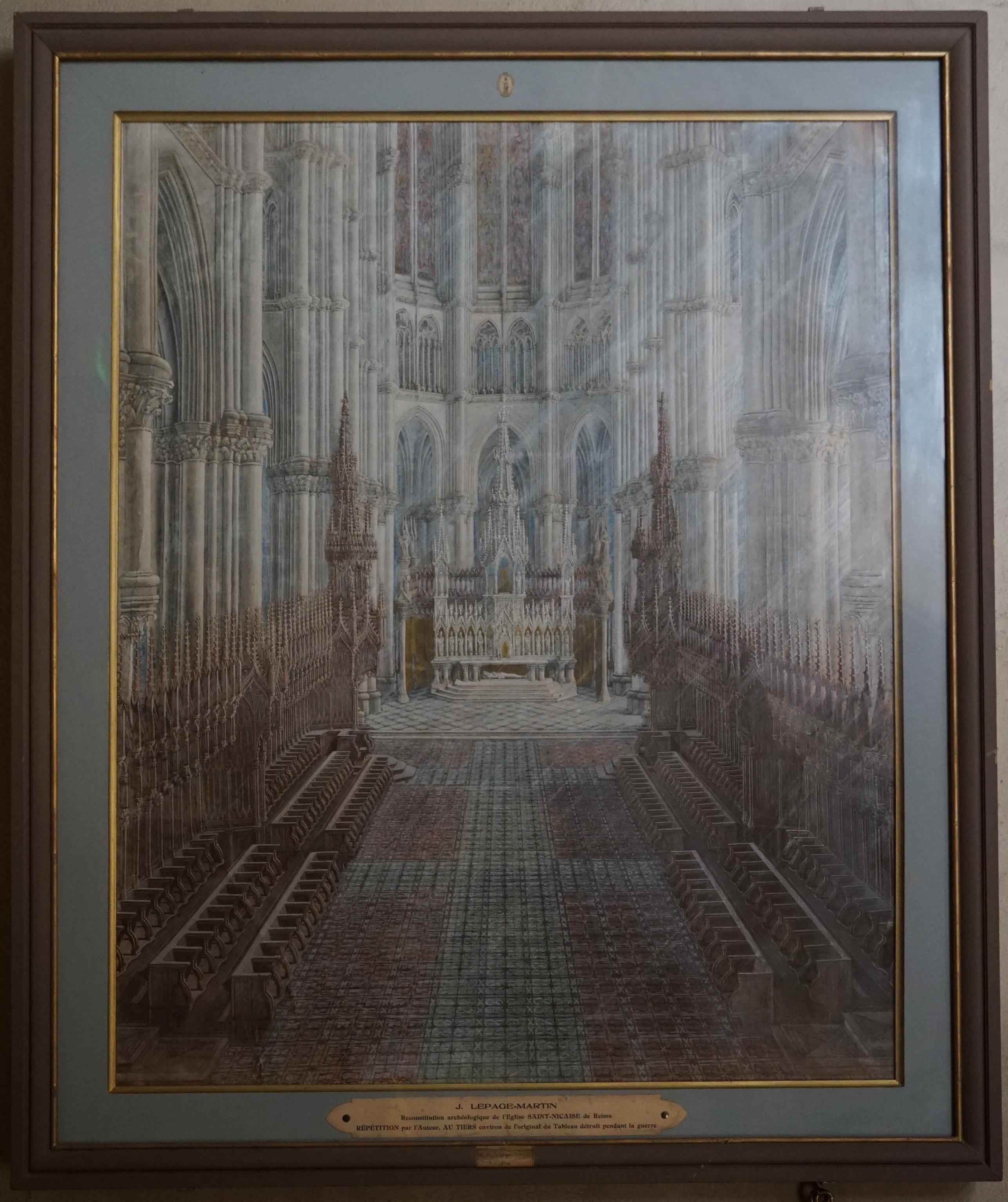
Représentation des stalles et du chœur par Lepage-Martin.

### Le cloître

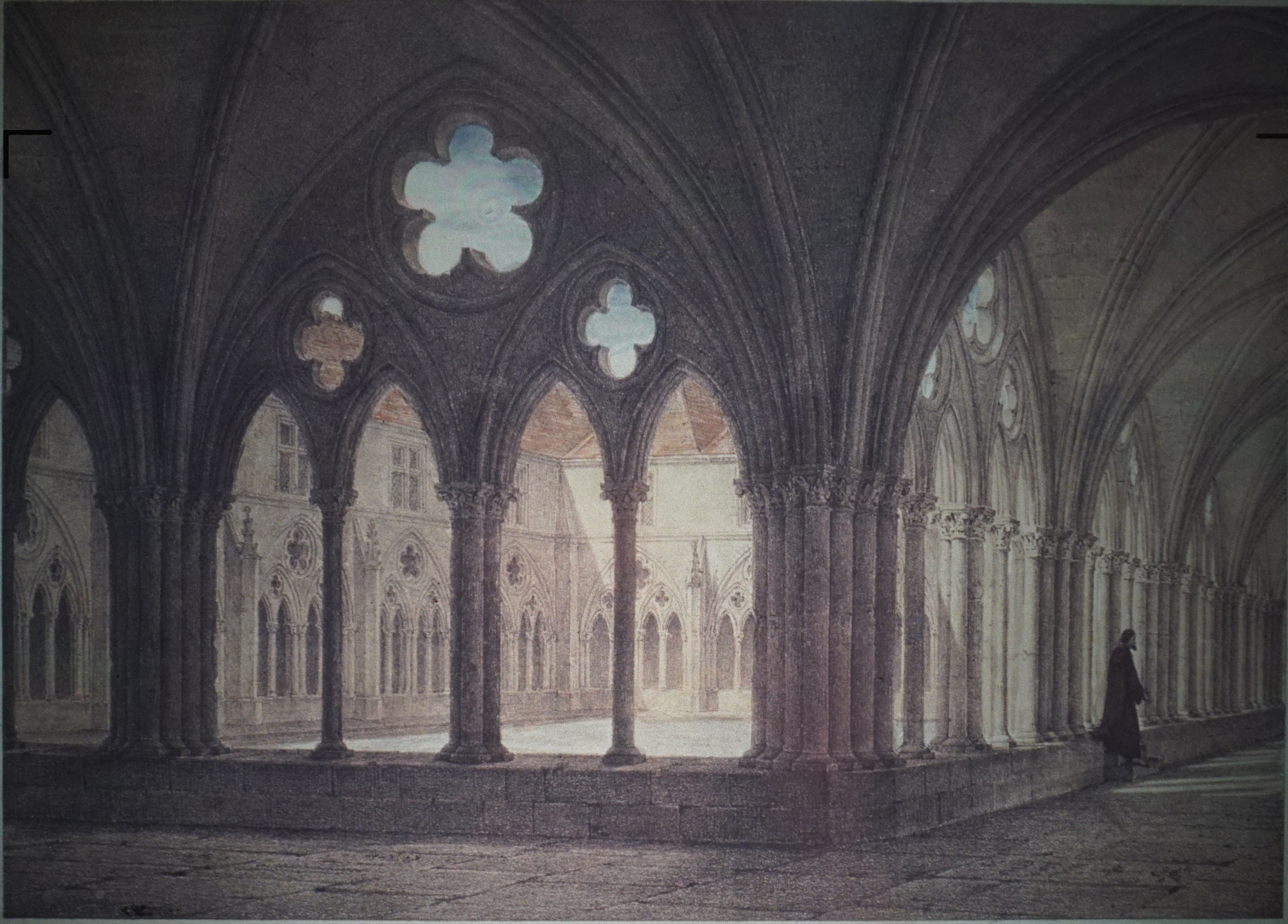
Vue du cloître
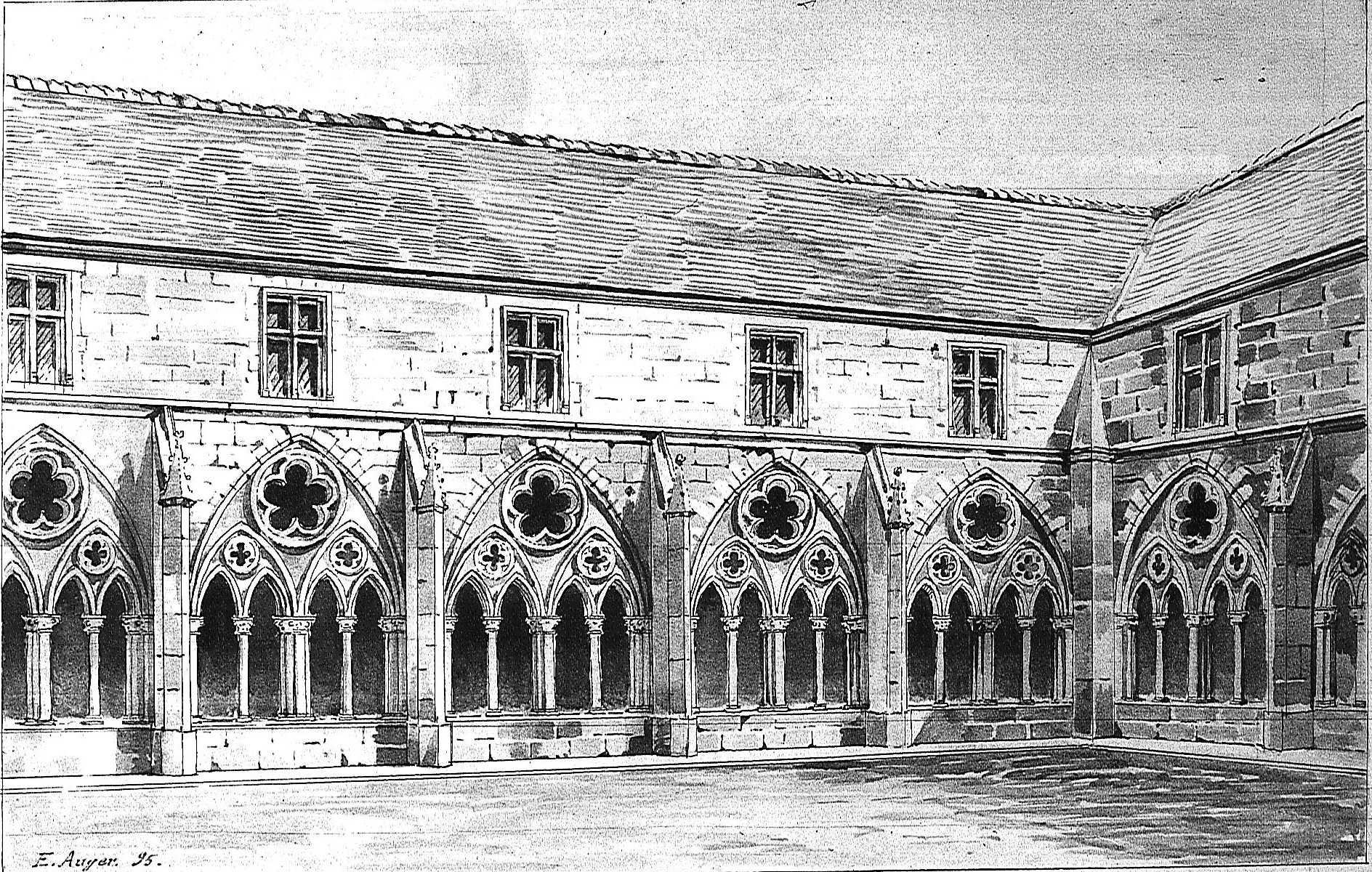
et de son jardin par Eugène Auger.
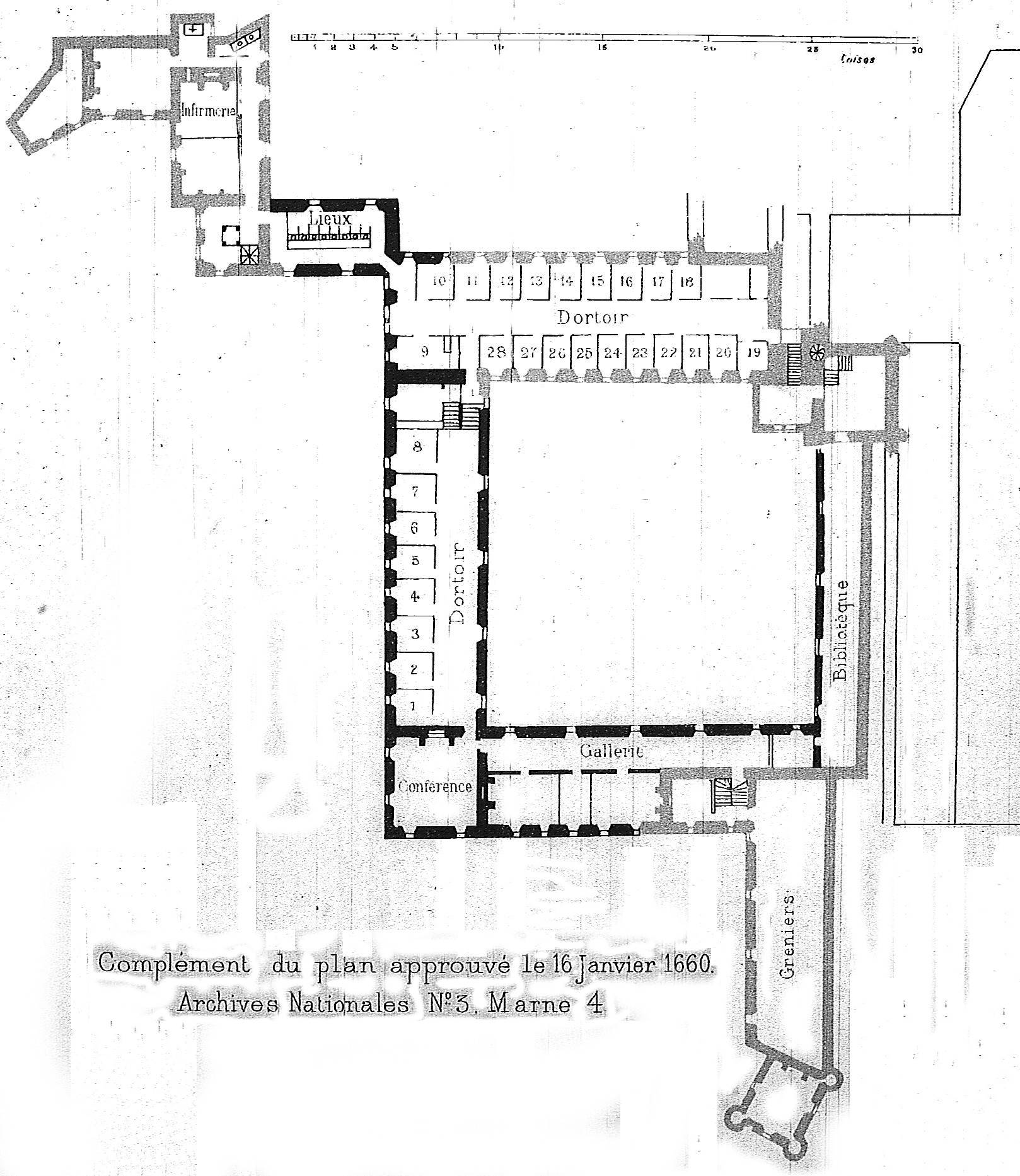
En plan.
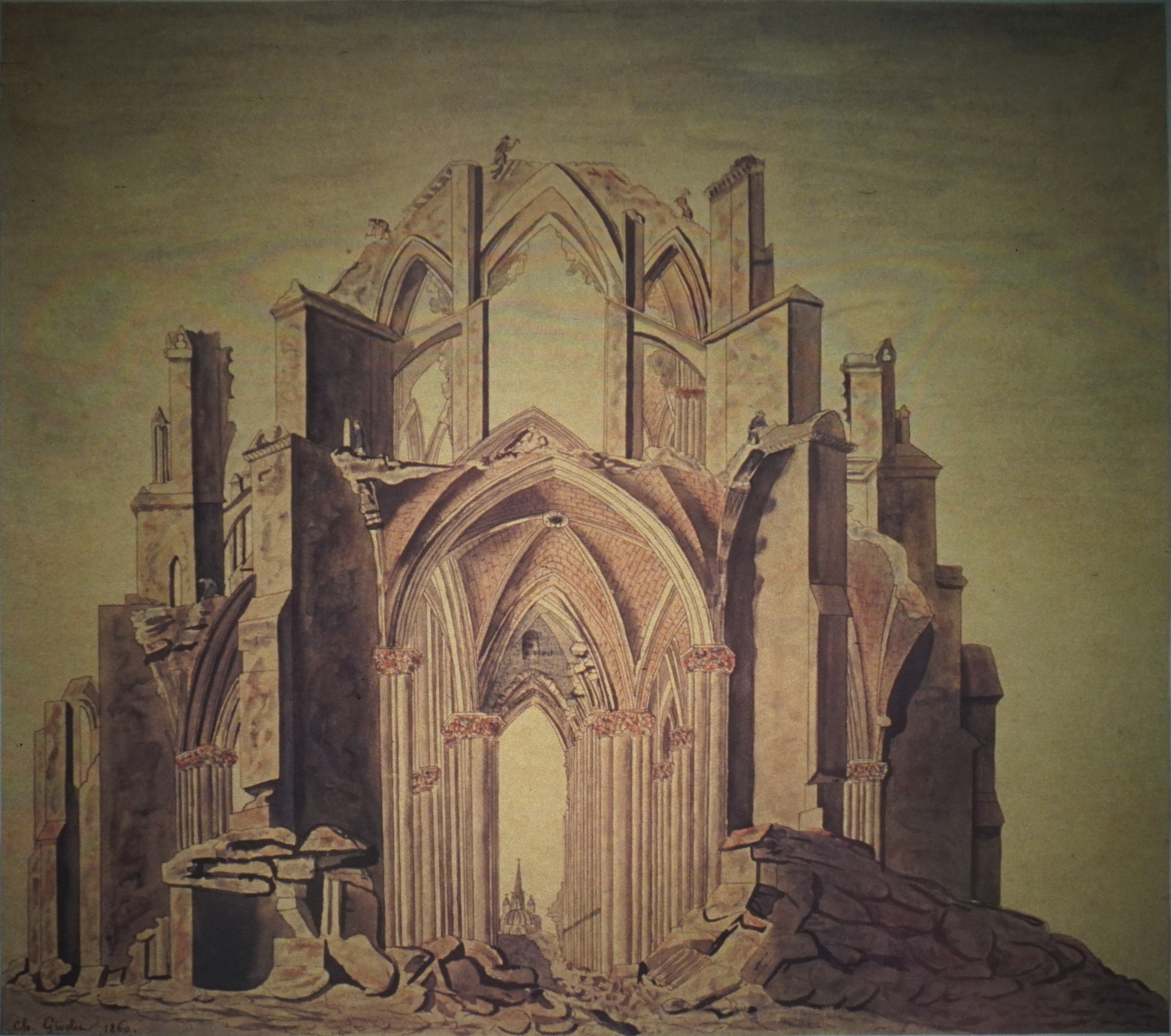
Etat de 1803.
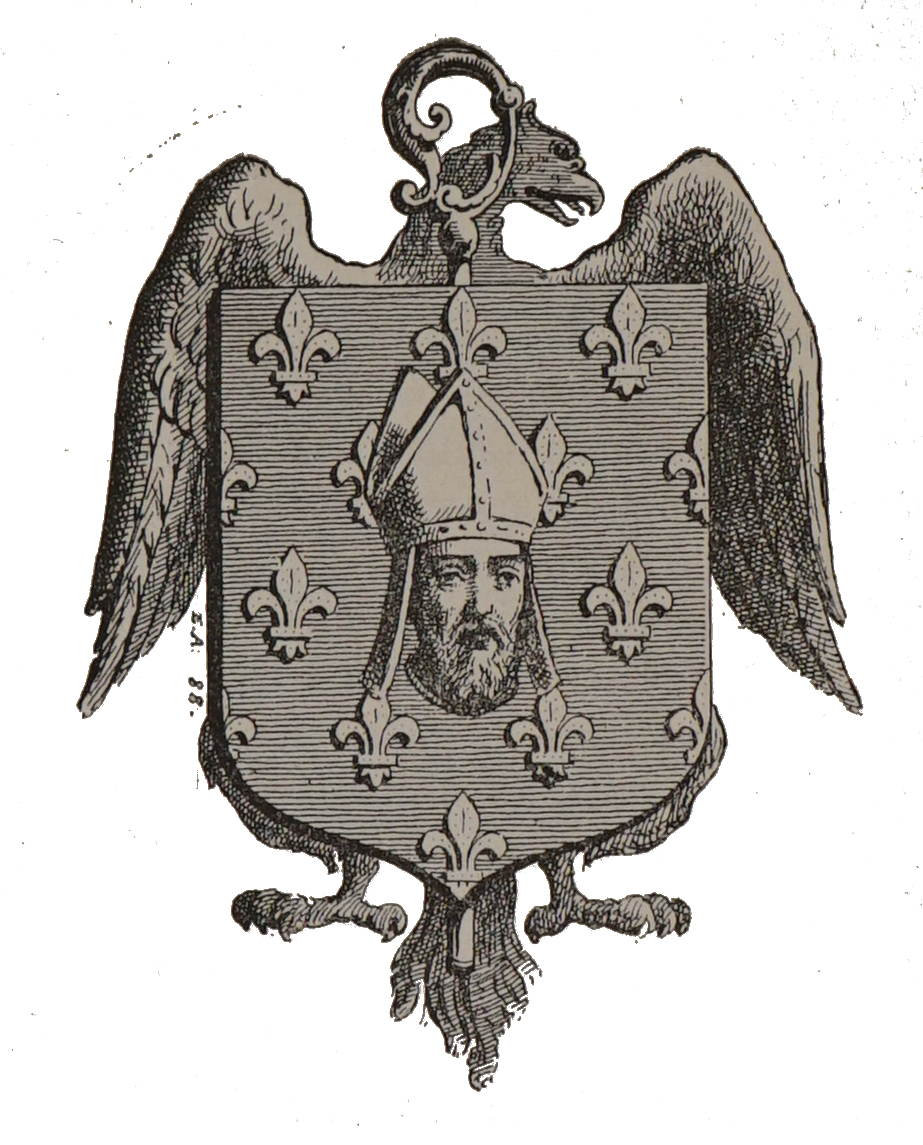
Blason de l'abbaye.

## Héraldique
| Blason de l'abbaye de Saint-Nicaise de Reims (ancien) | En raison de son origine royale, l'abbaye de Saint-Nicaise reçoit les armoiries que portent ses fondateurs, c'est-à-dire les armes des rois de France : « D’azur semé de fleurs de lis d’or. » De 1272 à 1298, le siège archiépiscopal est occupé par Pierre Barbet qui, en sa qualité d'archevêque, a des droits sur l'abbaye. Il veut que son autorité soit reconnue de tous et enjoint aux religieux de charger leur écusson « d'une croix d'argent brochant sur le tout », ce qui rend les armes de Saint-Nicaise identiques à celles de l'archevêché de Reims : . L'abbaye Saint-Remi de Reims portent d'ailleurs les mêmes armoiries . La brisure exigée par Pierre Barbet est plus tard remplacée par « une tête de saint-Nicaise mitrée au naturel, brochant sur le tout », dont le fond, « D'azur semé de fleurs de lys d'or », est semblable aux précédents. Ces armes sont celles que la maison et les religieux portèrent jusqu'à l'anéantissement de leur ordre et la destruction de leur abbaye (blason de droite). | Blason de l'abbaye de Saint-Nicaise de Reims (moderne) |

| Blason de l'abbaye de Saint-Nicaise de Reims (1696) | Selon l'armorial général de France de 1696 : « D'azur, à une crosse d'argent, accompagnée des deux lettres S et N d'or. ». Ces armoiries (lire en ligne sur Gallica) n'ont jamais été employées par les religieux. |

.

## Source de la traduction
- (de) Cet article est partiellement ou en totalité issu de l’article de Wikipédia en allemand intitulé « Saint-Nicaise (Reims) » (voir la liste des auteurs).